# Ignaz Oberparleiter

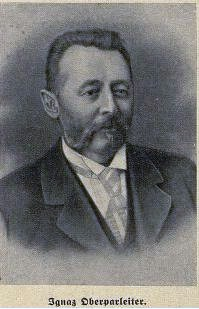
Ignaz Oberparleiter

Ignaz Oberparleiter (* 3. April 1846 in Kaplitz/Kaplice in Südböhmen; † 3. Januar 1922 ebenda) war ein böhmischer Schriftsteller, Musiker und Lehrer. Er verwendete das Pseudonym J. Oberleiter.

## Leben
Er besuchte die Lehrerbildungsanstalt in Budweis und war ab 1866 zuerst als Hilfslehrer, dann als Hauptlehrer an der Bürgerschule in Kaplitz/Kaplice tätig. Auch dem Musikunterricht widmete er große Aufmerksamkeit. 1899 wurde dem nun mehr als Bürgerschuldirektor titulierten Oberparleiter eine Förderung seiner dichterischen Tätigkeiten zuerkannt. Ein durch Überanstrengung ausgelöstes Nervenleiden veranlasste Oberparleiter, sich nur mehr der Schriftstellerei und der Heimatforschung zu widmen. 
Ignaz Oberparleiters Leidenschaft galt vor allem dem Theater. Neben traditionellen Stücken brachte er auch eigene Werke zur Aufführung.
Am 29. März 1903 wurde das Volksstück „Die Scheinheiligen“ im Stadttheater Budweis zur Probe aufgeführt. Weitere dramatische Werke folgten. Daneben verfasste der Autor auch Prosawerke in Zeitungen und Zeitschriften.
Ignaz Oberparleiter starb am 3. Januar 1922 in Kaplitz/Kaplice.

## Werke
Theaterstücke
- Die Scheinheiligen
- Der ungewöhnliche Weg
- Das Medaillon
- Nachbars Gretchen
- Der Zankapfel
- Der Irrlichthof
- Das Lustspiel Die Bombe blieb unveröffentlicht

Prosa
In Zeitungen und Zeitschriften erschienen:
- Oberförster Reinhard
- Die Waldlene
- Die Moormühle:

ebenso die Humoresken:
- Hoher Besuch und Der Dilettant

In Buchform erschien:
- Die Moormühle und andere Erzählungen. Verlag Moldavia, Budweis 1925.

Gedichte: https://www.kohoutikriz.org/autor.html?id=oberp